# 1 de agosto
1 ou 1.º de agosto é o 213.º dia do ano no calendário gregoriano (214.º em anos bissextos). Faltam 152 dias para acabar o ano.

## Eventos históricos

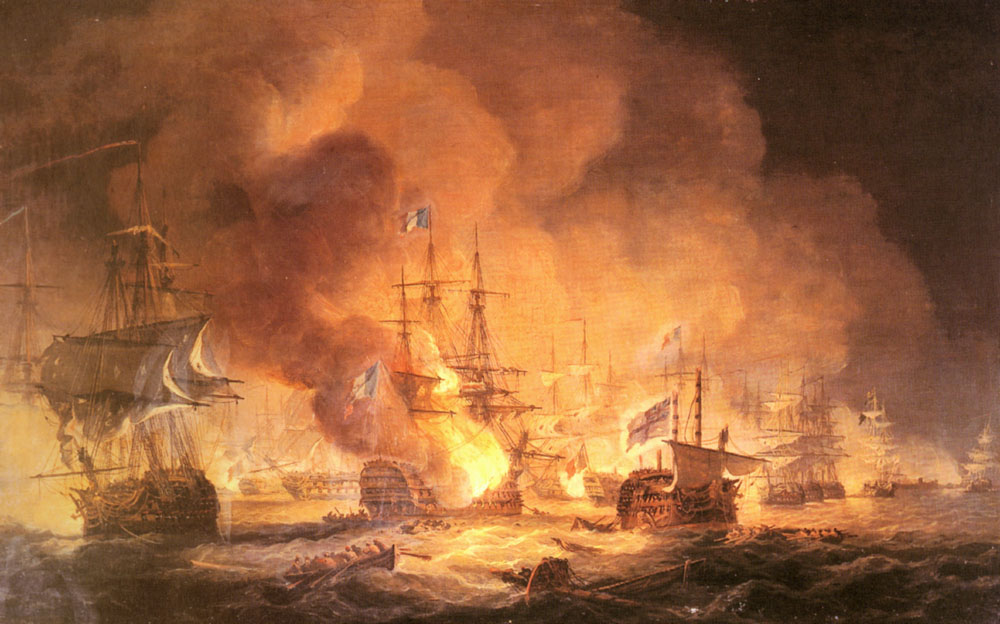
1798: Batalha do Nilo

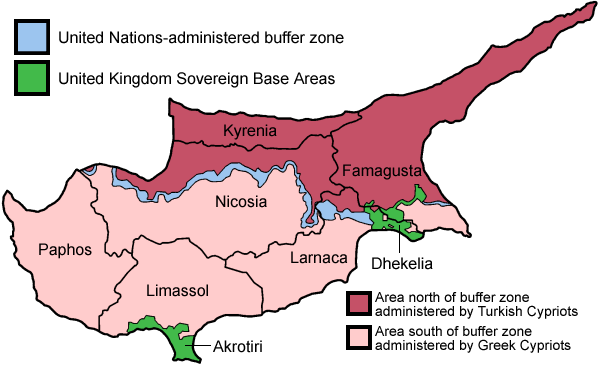
1974: Linha Verde em Chipre

- 30 a.C. — Otaviano (mais tarde conhecido como Augusto) entra em Alexandria, no Egito, trazendo-a sob o controle da República Romana.
- 0069 — Revolta dos Batavos: os batavos na Germânia Inferior (Países Baixos) revoltam-se sob a liderança de Caio Júlio Civil.
- 0527 — Justiniano torna-se o único governante do Império Bizantino.
- 0607 — Ono no Imoko é enviado como emissário a corte Sui na China.
- 0902 — Taormina, a última fortaleza bizantina na Sicília, é capturada pelo exército aglábida, concluindo a conquista muçulmana da Sicília.
- 1203 — Isaac II Ângelo, restaurado imperador romano do oriente, declara seu filho Aleixo IV Ângelo coimperador depois da pressão das forças da Quarta Cruzada.
- 1291 — A Antiga Confederação Helvética é formada com a assinatura do Pacto Federal.
- 1469 — Luís XI da França funda a Ordem de Cavalaria chamada Ordem de São Miguel em Amboise.
- 1498 — Cristóvão Colombo se torna o primeiro europeu a visitar o que é hoje a Venezuela.
- 1571 — É concluída a conquista otomana de Chipre, com a rendição de Famagusta.
- 1664 — Forças otomanas são derrotadas na Batalha de São Gotardo por um exército austríaco, resultando na Paz de Vasvár.
- 1714 — Jorge, Eleitor de Hanôver, torna-se rei Jorge I da Grã-Bretanha, marcando o início da Era georgiana da história britânica.
- 1759 — Guerra dos Sete Anos: Batalha de Minden, uma vitória do exército anglo-alemão aliado sobre os franceses. Na Grã-Bretanha, este foi um dos vários eventos que constituíram o Annus Mirabilis de 1759.
- 1774 — O cientista britânico Joseph Priestley descobre o oxigênio gasoso, corroborando a descoberta prévia desse elemento pelo químico teuto-sueco Carl Wilhelm Scheele.
- 1798 — Guerras revolucionárias francesas: Batalha do Nilo: a batalha começa quando uma frota britânica envolve a frota da Marinha Revolucionária Francesa em uma ação noturna incomum.
- 1800 — São aprovados os Atos de União de 1800 que fundem o Reino da Grã-Bretanha e o Reino da Irlanda no Reino Unido da Grã-Bretanha e Irlanda.
- 1801 — Primeira Guerra da Barbária: a escuna americana USS Enterprise captura a polaca tripolitana Trípoli em uma ação de navio único na costa da atual Líbia.
- 1834 — A escravidão é abolida no Império Britânico quando a Lei de Abolição da Escravidão de 1833 entra em vigor, embora permaneça legal nas posses da Companhia das Índias Orientais até a aprovação da Lei da Escravidão Indiana de 1843.
- 1861 — O Império do Brasil reconhece formalmente o estado de beligerância nos EUA, que atravessava a Guerra da Secessão, reconhecendo os Estados Confederados da América como beligerante.[1]
- 1894 — Começa a Primeira Guerra Sino-Japonesa entre o Japão e a China pelo controle da Coreia.
- 1911 — Harriet Quimby faz seu teste de piloto e se torna a primeira mulher dos Estados Unidos a ganhar um certificado de aviador do Aero Club of America.
- 1912 — Estrada de Ferro Madeira-Mamoré, é inaugurada no atual estado de Rondônia.
- 1914 — O Império Alemão declara guerra ao Império Russo na abertura da Primeira Guerra Mundial. O Exército Suíço se mobiliza por causa da Guerra.
- 1925 — É nomeado em Portugal o 44.º governo republicano, chefiado pelo presidente do Ministério Domingos Pereira.
- 1927 — A Revolta de Nanchang marca a primeira batalha significativa na Guerra Civil Chinesa entre o Kuomintang e o Partido Comunista da China. Este dia é comemorado como o aniversário da fundação do Exército Popular de Libertação.
- 1936 — As Olimpíadas foram abertas em Berlim com uma cerimônia presidida por Adolf Hitler.
- 1943 — Segunda Guerra Mundial: a Operação Maremoto, também conhecida como "Domingo Negro", foi uma tentativa fracassada dos Estados Unidos de destruir os campos de petróleo romenos.
- 1944 — Segunda Guerra Mundial: a Revolta de Varsóvia contra a ocupação alemã nazista irrompe em Varsóvia, na Polônia.
- 1946 — Líderes do Exército de Libertação Russo, uma força de prisioneiros de guerra russos que colaborou com a Alemanha nazista, são executados em Moscou, União Soviética por traição.
- 1957 — Os Estados Unidos e o Canadá formam o Comando de Defesa Aeroespacial da América do Norte (NORAD).
- 1960
  - Daomé (mais tarde renomeado Benim) declara independência da França.
  - Islamabad é declarada a capital federal do Governo do Paquistão.
- 1961 — O secretário de Defesa dos Estados Unidos, Robert McNamara, ordena a criação da Agência de Inteligência de Defesa, a primeira organização centralizada de espionagem militar do país.
- 1964 — O antigo Congo Belga é renomeado República Democrática do Congo.
- 1965 — O romance de Frank Herbert, Duna, foi publicado pela primeira vez.
- 1966 — Expurgos de intelectuais e imperialistas se tornam a política oficial da China no início da Revolução Cultural.
- 1968 — Realiza-se a coroação de Hassanal Bolkiah, o 29º sultão de Brunei.
- 1971 — O Concerto para Bangladesh, organizado pelo ex-Beatle George Harrison, é realizado no Madison Square Garden, em Nova York.
- 1974 — Conflito no Chipre: o Conselho de Segurança das Nações Unidas autoriza a UNFICYP a criar a "Linha Verde", dividindo Chipre em duas zonas.
- 1976 — Niki Lauda sofre um grave acidente que quase tira a vida no Grande Prêmio da Alemanha em Nurburgring.
- 1979 — Toma posse em Portugal o V Governo Constitucional, um governo da iniciativa presidencial de António Ramalho Eanes, chefiado pela primeira-ministra Maria de Lourdes Pintasilgo (a primeira e, até agora, única mulher a ocupar o cargo de chefe de governo do país).
- 1980 — Vigdís Finnbogadóttir é eleita presidente da Islândia e se torna a primeira mulher chefe de Estado democraticamente eleita do mundo.
- 1981 — MTV começa a transmitir nos Estados Unidos e exibe seu primeiro vídeo, "Video Killed the Radio Star", do The Buggles.
- 1984 — Cortadores de turfa comerciais descobrem o corpo preservado de um homem, chamado Homem de Lindow, em Lindow Moss, Cheshire, Inglaterra.
- 1990 — Um acidente, voo E-35D da Aeroflot, na cordilheira de Karabakh mata 46 pessoas.[2]
- 1993 — O Cruzeiro Real é adotado como nova moeda brasileira, substituindo o Cruzeiro, por excesso de zeros. As notas são aproveitadas e carimbadas com o novo nome.
- 1998 — Puntlândia, um estado autônomo no nordeste da Somália, foi oficialmente estabelecido após uma conferência constitucional em Garowe, Issims e chefes tribais concordaram em criar um governo autodeclarado até que a Somália se recuperasse.[3]
- 2004 — Um incêndio num supermercado em Assunção, Paraguai, mata ao menos 464 pessoas e fere outras 409.
- 2007 — A ponte I-35W do rio Mississippi que atravessa o rio Mississippi em Minneapolis, Minnesota, desmorona durante a hora do rush da noite, matando 13 pessoas e ferindo 145.
- 2017 — A China inaugura a Base de Apoio do Exército de Libertação Popular da China no Djibouti, sua primeira base militar em território estrangeiro.
- 2022 — O IBGE começa oficialmente o Censo 2022, atrasado em dois anos por causa da pandemia de COVID-19.[4]
- 2024 — Estados Unidos, Rússia e seus respectivos aliados concordam em troca de prisioneiros envolvendo 26 pessoas, a maior desde a Guerra Fria.

## Nascimentos

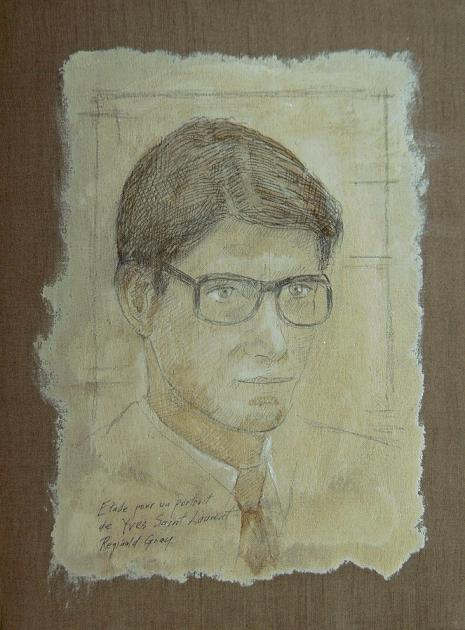
Yves Saint Laurent

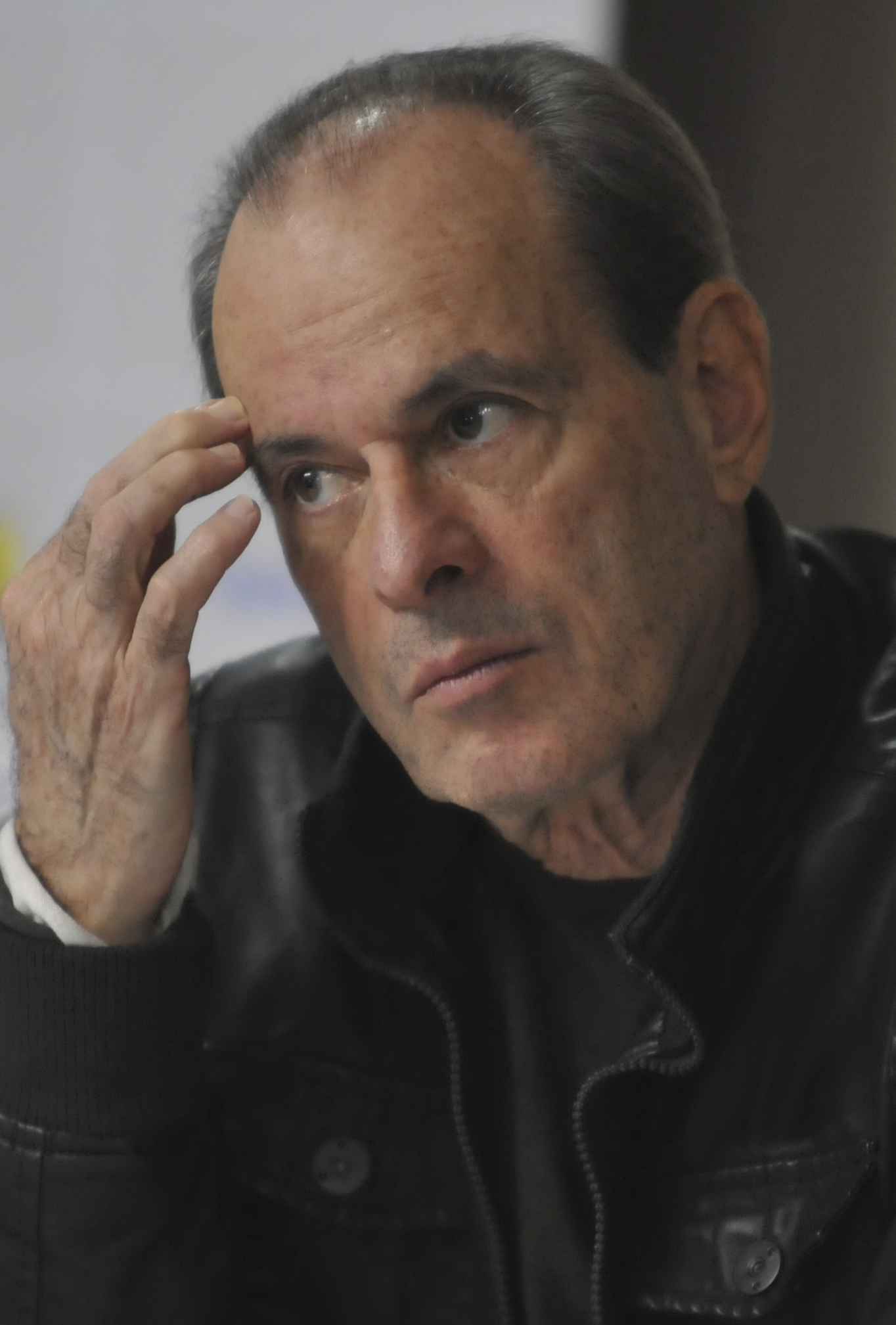
Ney Matogrosso

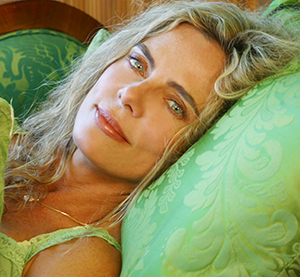
Bruna Lombardi

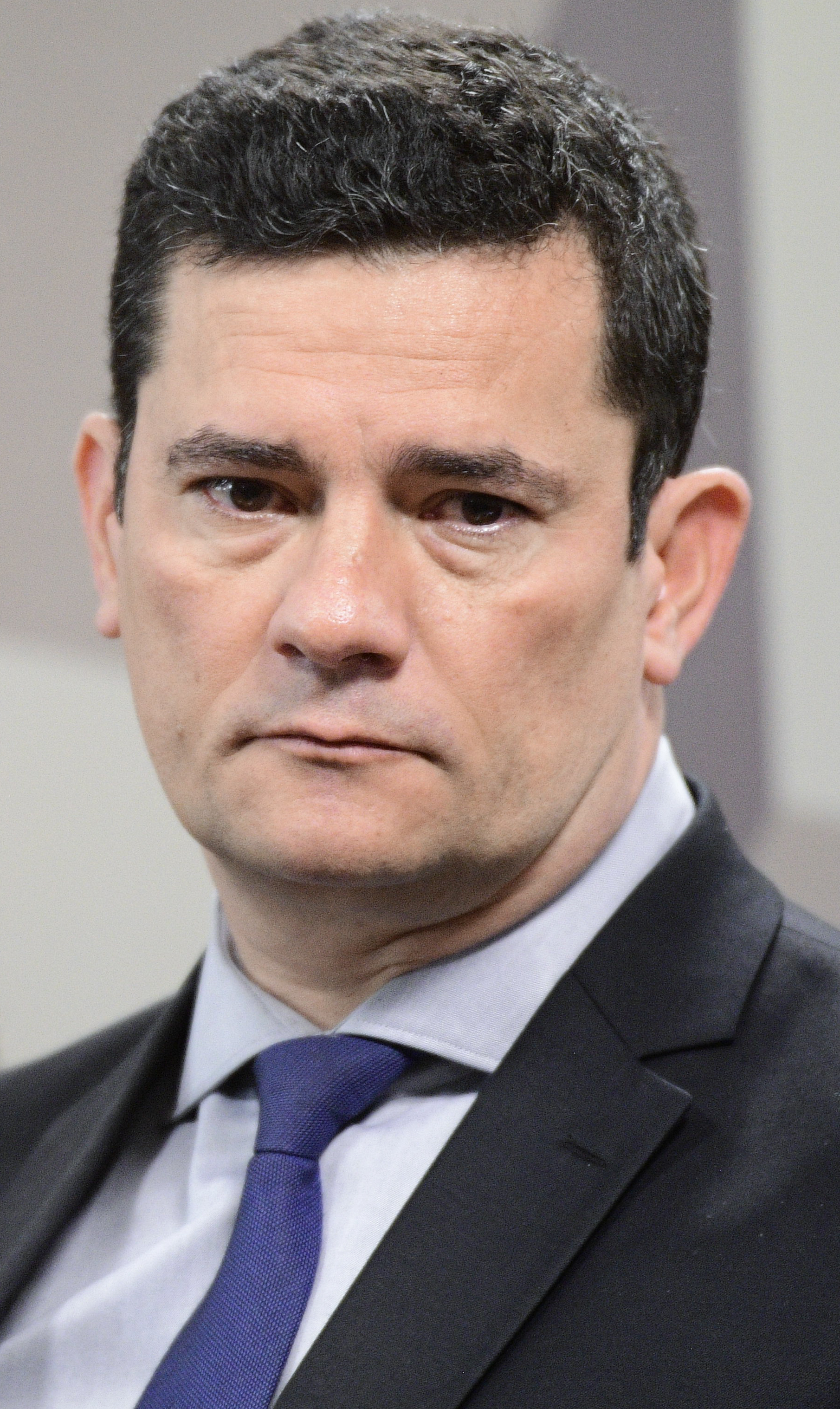
Sergio Moro

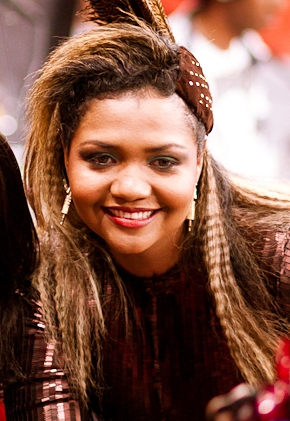
Gaby Amarantos

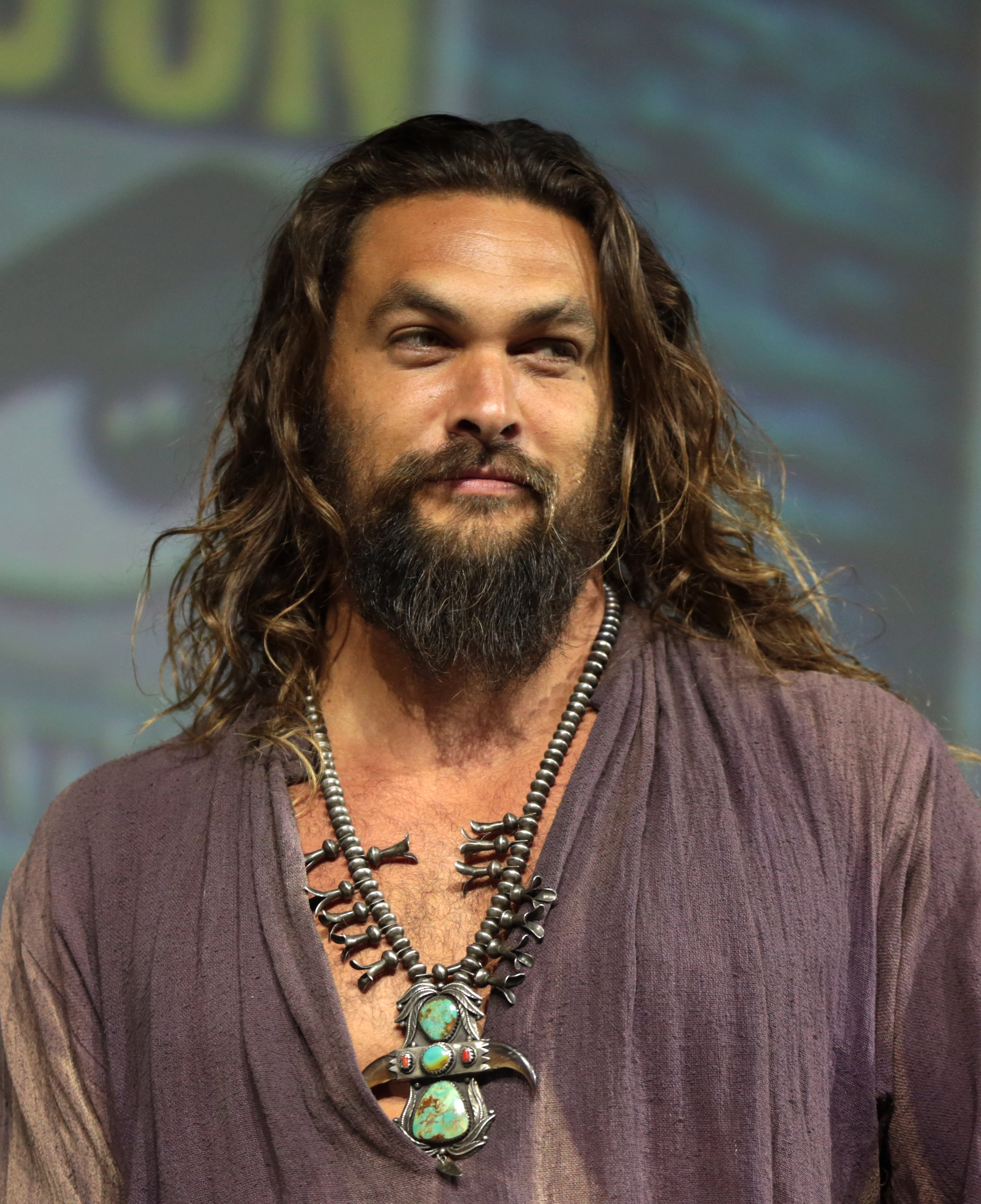
Jason Momoa

### Anteriores ao século XIX
- 10 a.C. — Cláudio, imperador romano (m. 54).
- 0126 — Pertinax, imperador romano (m. 193).
- 0845 — Sugawara no Michizane, poeta e político japonês (m. 903).
- 1313 — Kōgon, imperador do Japão (m. 1364).
- 1377 — Go-Komatsu, imperador do Japão (m. 1433).
- 1385 — John Fitzalan, 13.º Conde de Arundel (m. 1421).
- 1520 — Sigismundo II Augusto da Polônia, rei da Polônia (m. 1572).
- 1545 — Andrew Melville, teólogo e estudioso escocês (m. 1622
- 1555 — Edward Kelley, paranormal e sensitivo inglês (m. 1597).
- 1579 — Luis Vélez de Guevara, escritor e dramaturgo espanhol (m. 1644).
- 1659 — Sebastiano Ricci, pintor italiano (m. 1734).
- 1713 — Carlos I, Duque de Brunsvique-Volfembutel (m. 1780).
- 1730 — Henrietta Pelham, nobre britânica (m. 1768).
- 1744 — Jean-Baptiste de Lamarck, botânico e zoólogo francês (m.1829).
- 1770 — William Clark, explorador estadunidense (m. 1838).
- 1779
  - Francis Scott Key, advogado e compositor estadunidense (m. 1843).
  - Lorenz Oken, naturalista alemão (m. 1851).
- 1793 — John Lane Gardner, oficial estadunidense (m. 1869).
- 1799 — Condessa de Ségur, escritora franco-russa (m. 1874).

### Século XIX
- 1817
  - Richard Dadd, pintor britânico (m. 1886).
  - Adolfo I, Príncipe de Eschaumburgo-Lipa (m. 1893).
- 1819
  - Manuel José Gonçalves Couto, escritor português (m. 1897).
  - Herman Melville, escritor estadunidense (m. 1891).
- 1843 — Emil Schallopp, enxadrista alemão (m. 1919).
- 1846 — Brasílio Itiberê, compositor e diplomata brasileiro (m. 1913).
- 1858 — Gaston Doumergue, político francês (m. 1837).
- 1861 — Ivar Bendixson, matemático sueco (m. 1935).
- 1865 — Eugênio, Duque da Nerícia (m. 1947).
- 1873 — Gabriel Terra, político e advogado uruguaio (m. 1942).
- 1878 — José Pedro Montero, político uruguaio (m. 1927).
- 1881 — Otto Toeplitz, matemático alemão (m. 1940).
- 1885 — George de Hevesy, químico e acadêmico húngaro-alemão (m. 1966).
- 1886 — Sixto de Bourbon-Parma (m. 1934).
- 1889
  - Walter Gerlach, físico e acadêmico alemão (m. 1979).
  - John Friend Mahoney, cientista estadunidense (m. 1957).
- 1891 — Karl Kobelt, político suíço (m. 1968).
- 1893 — Alexandre I da Grécia (m. 1920).
- 1894
  - Ottavio Bottecchia, ciclista italiano (m. 1927).
  - Juan Filloy, escritor argentino (m. 2000).
- 1896 — Maria Bona de Saboia, princesa da Baviera (m. 1971).
- 1898 — Morris Stoloff, compositor estadunidense (m. 1980).

### Século XX

#### 1901–1950
- 1901 — Pedro Aleixo, político brasileiro (m. 1975).
- 1903 — Paul Horgan, historiador, autor e acadêmico americano (m. 1995).
- 1904 — Athiê Jorge Coury, futebolista, dirigente esportivo e político brasileiro (m. 1992).
- 1909
  - Einar Karlsson, futebolista sueco (m. 1967).
  - Sibyl Martha Rock, cientista da computação estadunidense (m. 1981).
- 1910
  - Henri Mouillefarine, ciclista francês (m. 1994).
  - Walter Scharf, compositor estadunidense (m. 2003).
  - Gerda Taro, fotógrafa e jornalista alemã (m. 1937).
- 1913 — Hajo Herrmann, aviador alemão (m. 2010).
- 1916 — Anne Hébert, escritora canadense (m. 2000).
- 1919 — Franjo Šoštarić, futebolista croata (m. 1975).
- 1920 — James Mourilyan Tanner, endocrinologista pediátrico britânico (m. 2010).
- 1921 — Jack Kramer, tenista estadunidense (m. 2009).
- 1922 — Dorothy Dalton, ginasta norte-americana (m. 1973).
- 1923 — Orlando Dias, cantor brasileiro (m. 2001).
- 1924
  - Georges Charpak, físico franco-polonês (m. 2010).
  - Abdullah da Arábia Saudita (m. 2015).
- 1925
  - Ernst Jandl, poeta austríaco (m. 2000).
  - Renata Fronzi, atriz brasileira (m. 2008).
- 1926 — Barry Long, escritor australiano (m. 2003).
- 1928 — António Maria Lisboa, poeta português (m. 1953).
- 1929 — Hafizullah Amin, político afegão (m. 1979).
- 1930
  - Pierre Bourdieu, sociólogo francês (m. 2002).
  - Neuza Amaral, atriz brasileira (m. 2017).
- 1930 — Lawrence Eagleburger, diplomata e político estadunidense (m. 2011).
- 1931
  - Dino da Costa, futebolista brasileiro (m. 2020).
  - Isabel de Castro, atriz portuguesa (m. 2005).
  - Pat Heywood, atriz escocesa (m. 2024).
- 1932
  - Bobby Isaac, automobilista estadunidense (m. 1977).
  - Meir Kahane, político, ativista e rabino estadunidense (m. 1990).
- 1933
  - Dom DeLuise, ator e comediante estadunidense (m. 2009).
  - Antonio Negri, filósofo italiano (m. 2023).
- 1934 — Rose Rondelli, atriz brasileira (m. 2005).
- 1936 — Yves Saint Laurent, estilista francês (m. 2008).
- 1938 — Jacques Diouf, político e diplomata senegalês (m. 2019).
- 1939 — Terry Kiser, ator estadunidense.
- 1941
  - Ney Matogrosso, cantor, compositor, dançarino, ator e diretor brasileiro.
  - Mário Gil, cantor luso-brasileiro (m. 2017).
  - Étienne Roda-Gil, escritor e compositor francês (m. 2004).
- 1942
  - Jerry Garcia, guitarrista e compositor estadunidense (m. 1995).
  - Giancarlo Giannini, ator italiano.
- 1943 — Andy Roxburgh, ex-futebolista e treinador de futebol britânico.
- 1944 — Yuri Romanenko, ex-astronauta russo.
- 1945 — Douglas Dean Osheroff, físico estadunidense.
- 1946 — Boz Burrell, músico britânico.
- 1948
  - Abdelmalek Sellal, político argelino.
  - David Gemmell, escritor britânico (m. 2006).
  - Avi Arad, empresário e produtor de cinema israelense.
- 1949
  - Kurmanbek Bakiyev, político quirguiz.
  - Mugur Isărescu, político e economista romeno.
  - Jim Carroll, escritor, poeta e músico norte-americano (m. 2009).
- 1950 — Heráclito Fortes, político brasileiro.

#### 1951–2000
- 1951
  - Tommy Bolin, músico estadunidense (m. 1976).
  - Akbarsho Iskandrov, político tajique.
- 1952
  - Bruna Lombardi, modelo, atriz e escritora brasileira.
  - Gilson, cantor, compositor e produtor musical brasileiro.
  - Zoran Đinđić, político sérvio (m. 2003).
- 1953
  - Robert Cray, cantor estadunidense.
  - José Tadeu Ribeiro, fotógrafo cinematográfico brasileiro.
  - Adrie van Kraay, ex-futebolista neerlandês.
- 1955 — Trevor Berbick, pugilista jamaicano (m. 2006).
- 1957
  - Milton Cruz, ex-futebolista e treinador de futebol brasileiro.
  - Taylor Negron, ator, comediante, pintor e dramaturgo norte-americano (m. 2015).
- 1958 — Michael Penn, cantor e compositor estadunidense.
- 1959 — Joe Elliott, cantor e compositor britânico.
- 1960
  - Felipe Camargo, ator brasileiro.
  - Chuck D, rapper e ativista estadunidense.
  - Suzi Gardner, cantora e guitarrista estadunidense.
  - Nilo Romero, músico, produtor musical e compositor brasileiro.
  - Micheál Martin, político irlandês.
- 1961
  - Allen Berg, ex-automobilista canadense.
  - Marcelo de Carvalho, apresentador de televisão e empresário brasileiro.
  - Javier Hernández Gutiérrez, ex-futebolista mexicano.
  - Imad Khamis, político sírio.
- 1962 — Bozhidar Iskrenov, ex-futebolista e treinador de futebol búlgaro.
- 1963
  - Coolio, rapper e ator estadunidense (m. 2022).
  - Demián Bichir, ator mexicano.
- 1964 — Kaspar Capparoni, ator italiano.
- 1965 — Sam Mendes, diretor de cinema e teatro e produtor britânico.
- 1966 — Mike Chioda, árbitro de wrestling estadunidense.
- 1967
  - José Padilha, cineasta, produtor e roteirista brasileiro.
  - Mohamed Obaid, ex-futebolista emiratense.
- 1969 — Tomasz Łapiński, ex-futebolista polonês.
- 1970
  - José Luis Dolgetta, futebolista e treinador de futebol venezuelano (m. 2023).
  - David James, ex-futebolista britânico.
  - Elon Lindenstrauss, matemático israelense.
- 1971
  - Gilda Nomacce, atriz brasileira.
  - Sergey Mandreko, futebolista e treinador de futebol russo-tajique (m. 2022).
- 1972
  - Christer Basma, ex-futebolista norueguês.
  - Oleg Lepik, ex-futebolista estoniano.
  - Martin Damm, ex-tenista tcheco.
  - Sergio Moro, magistrado e político brasileiro.
- 1973
  - Andréa Sorvetão, atriz, apresentadora e cantora brasileira.
  - Gregg Berhalter, ex-futebolista e treinador de futebol estadunidense.
  - Fahad Al-Ghesheyan, ex-futebolista saudita.
- 1974
  - Dennis Lawrence, ex-futebolista e treinador de futebol trinitário.
  - Leonardo Jardim, treinador de futebol português.
- 1976
  - Hasan Şaş, ex-futebolista turco.
  - Marcus Menna, músico brasileiro.
  - Nwankwo Kanu, ex-futebolista nigeriano.
  - Iván Duque Márquez, político e advogado colombiano.
- 1977 — Sean Prince Williams, diretor de fotografia norte-americano
- 1978
  - Franck Atsou, ex-futebolista togolês.
  - Gaby Amarantos, cantora brasileira.
  - César Mourão, ator português.
  - Rafael Pires Vieira, ex-futebolista brasileiro.
  - Elvis Scott, ex-futebolista hondurenho.
- 1979
  - Jason Momoa, ator estadunidense.
  - Junior Agogo, futebolista ganês (m. 2019).
- 1980
  - Mancini, ex-futebolista brasileiro.
  - Takashi Kogure, automobilista japonês.
  - Djamila Ribeiro, escritora, ativista e filósofa brasileira.
  - Esteban Paredes, ex-futebolista chileno.
- 1981
  - Stephen Hunt, ex-futebolista irlandês.
  - Christofer Heimeroth, ex-futebolista alemão.
- 1982 — Yuki Fukaya, ex-futebolista japonês.
- 1983
  - Daniel Haas, ex-futebolista alemão.
  - Richard Porta, ex-futebolista uruguaio.
- 1984
  - Bastian Schweinsteiger, ex-futebolista alemão.
  - Emre Güngör, ex-futebolista turco.
  - Valery Ortiz, atriz e modelo porto-riquenha.
  - Hugo Parisi, nadador e atleta de saltos ornamentais brasileiro.
- 1985
  - Gegard Mousasi, lutador irano-holandês.
  - Stuart Holden, ex-futebolista estadunidense.
  - Elton, ex-futebolista brasileiro.
  - Dušan Švento, ex-futebolista eslovaco.
- 1986
  - Elena Vesnina, ex-tenista russa.
  - Hijani Himoonde, futebolista zambiano.
- 1987
  - Márcia Dantas, jornalista brasileira.
  - Sébastien Pocognoli, ex-futebolista e treinador de futebol belga.
  - Iago Aspas, futebolista espanhol.
  - Ismael Benegas, futebolista paraguaio.
- 1988
  - Nemanja Matić, futebolista sérvio.
  - Max Carver, ator estadunidense.
  - Olia Tira, cantora moldávia.
  - Fayçal Fajr, futebolista marroquino.
  - Mostafa Abdellaoue, ex-futebolista norueguês.
- 1989
  - Tiffany Hwang, cantora, dançarina, atriz e modelo americana-coreana.
  - Andrés Ríos, futebolista argentino.
- 1990
  - Alakina Mann, atriz britânica.
  - Jack O'Connell, ator britânico.
- 1992 — Ben Rosenfield, ator e músico norte-americano.
- 1993
  - Leon Thomas III, ator, cantor e compositor estadunidense.
  - Demi Schuurs, tenista neerlandesa.
  - Mariano Díaz, futebolista dominicano.
- 1994
  - Domenico Berardi, futebolista italiano.
  - Gonçalo Paciência, futebolista português.
  - Lionel Mpasi, futebolista congolês.
  - Carmelo Hayes, wrestler norte-americano.
- 1995
  - Garrett Gerloff, motociclista norte-americano.
  - Funa Tonaki, judoca japonesa.
- 1996
  - Cymphonique Miller, atriz, cantora e compositora estadunidense.
  - Katie Boulter, tenista britânica.
- 1997 — Sergio Higuita, ciclista colombiano.
- 1998
  - Khamani Griffin, ator estadunidense.
  - Tawin Hanprab, taekwondista tailandês.
- 1999
  - Anna Graceman, cantora e compositora estadunidense.
  - Christoph Baumgartner, futebolista austríaco.
- 2000 — Kim Chae-won, cantora sul-coreana.

### Século XXI
- 2001
  - Gabriel Pereira, futebolista brasileiro.
  - Anatoliy Trubin, futebolista ucraniano.
- 2002 — Oona Laurence, atriz norte-americana.
- 2004 — Dariq Whitehead, jogador de basquete norte-americano.
- 2010 — Jude Hill, ator britânico.

## Mortes

### Anteriores ao século XIX
- 030 a.C. — Marco Antônio, político romano (n. 83 a.C.).
- 0371 — Eusébio de Vercelli, bispo católico italiano (n. 283).
- 0527 — Justino I, imperador bizantino (n. 450).
- 1098 — Ademar de Monteil, bispo católico francês (n. 1055).
- 1137 — Luís VI de França (n. 1081).
- 1402 — Edmundo de Langley, 1.º Duque de Iorque, nobre e político inglês (n. 1341).
- 1457 — Lorenzo Valla, escritor e filósofo italiano (n. 1407).
- 1464 — Cosme de Médici, banqueiro e político italiano (n. 1389).
- 1605 — Edmund Anderson, magistrado inglês (n. 1530).
- 1714 — Ana da Grã-Bretanha (n. 1665).
- 1787 — Afonso de Ligório, bispo católico italiano (n. 1696).

### Século XIX
- 1808 — Diana Beauclerk, nobre e artista britânica (n. 1734).
- 1829 — Arabella Diana Cope, nobre britânica (n. 1769).
- 1868 — Pedro Julião Eymard, sacerdote francês e santo católico (n. 1811).
- 1842 — Marc-René de Voyer de Paulmy d'Argenson (n. 1771).
- 1866 — Luigi Carlo Farini, político italiano (n. 1812).

### Século XX
- 1907 — Ernesto Hintze Ribeiro, político português (n. 1849).
- 1942 — Gerhard Hirschfelder, padre e ativista alemão (n. 1907).
- 1959 — Jean Behra, automobilista francês (n. 1921).
- 1970 — Otto Heinrich Warburg, médico e fisiologista alemão (n. 1883).
- 1980
  - Murilo Araújo, poeta brasileiro (n. 1894).
  - Patrick Depailler, automobilista francês (n. 1944).
- 1985 — Helene Engelmann, patinadora artística austríaca (n. 1898).
- 1990 — Norbert Elias, sociólogo alemão (n. 1897).
- 1992 — Margarita Aliger, poeta, tradutora e jornalista soviética e russa (n. 1915).
- 1996
  - Frida Boccara, cantora francesa (n. 1940).
  - Tadeusz Reichstein, químico polonês (n. 1897).
- 1997 — Sviatoslav Richter, pianista ucraniano (n. 1915).

### Século XXI
- 2003
  - Guy Thys, futebolista e treinador de futebol belga (n. 1922).
  - Marie Trintignant, atriz francesa (n. 1962).
- 2009
  - Corazón Aquino, política filipina (n. 1933).
  - Naomi Sims, modelo norte-americana (n. 1948).
- 2012 — Eurico de Melo, político português (n. 1925).
- 2014 — Valentin Belkevich, futebolista bielorrusso (n. 1973).
- 2015 — Orlando Orfei, empresário italiano (n. 1920).
- 2017 — Patrick Bateson, biólogo inglês (n. 1938).
- 2018
  - Zombie Boy, modelo canadense (n. 1985).
  - Antonio Manuel Lima Dias, artista plástico brasileiro (n. 1944).
- 2019 — Harley Race, wrestling profissional estadunidense (n. 1943).
- 2020 — Getúlio Teixeira Guimarães, bispo católico brasileiro (n. 1937).
- 2023 — Maria Helena Dias, atriz brasileira (n.1931).

## Feriados e eventos cíclicos

### Internacional
- Dia Mundial da Amamentação

### Brasil
- Dia Nacional do Selo
- Dia do Poeta de Literatura de Cordel
- Aniversário da cidade de Bauru, São Paulo
- Aniversário da cidade de Caxias, Maranhão
- Aniversário da cidade de Formosa, Goiás
- Aniversário da cidade de Piracicaba, São Paulo
- Aniversário da cidade de Uruburetama, Ceará

### Cristianismo
- Afonso Maria de Ligório
- Bernardo Due Van Vu
- Fé, Esperança e Caridade
- Libertação de Pedro
- Mártires Macabeus
- Pedro de Fins

## Outros calendários
- No calendário romano era o dia das calendas de agosto.
- No calendário litúrgico tem a letra dominical C para o dia da semana.
- No calendário gregoriano a epacta do dia é xxv ou xxiv.